# Carpentier
Carpentier is een Zuid-Nederlandse adellijke familie.

## Geschiedenis
De geschiedenis van dit geslacht gaat terug tot 1692. In 1747 verleende keizerin Maria Theresia erfelijke adel aan de koopman  Nicolas Carpentier, enkele maanden voor zijn overlijden. In 1822 en 1827 volgde adelserkenning voor drie telgen. 
Anno 2019 is er nog een mannelijke telg in leven, jhr. ir. Jean-Claude Carpentier (1943) die ongehuwd is waardoor het geslacht op uitsterven staat.

### Wapenbeschrijvingen
- 1747: Coupé d'azur et de sinople, au caducée d'or, ailé d'argent. Heaume d'argent, grillé et liseré d'or, au bourlet d'or et d'argent, aux hachemens d'or et d'azur à dextre, et d'argent et de sinople à senestre. Cimier: le caducée de l'écu, accompagné de deux plumets, d'azur à dextre, et de sinople à senestre.
- 1822: Coupé, het eerste gedeelte van lazuur, en het tweede van sinople, het geheel beladen met een mercuriusstaf van goud, gevleugeld van zilver. Het schild gedekt met eenen helm van zilver, geboord, getralied en gecierd van goud, gevoerd van keel, op dezen eene wrong van lazuur, goud, sinople en zilver, waarop ter helmteeken, tusschen twee veeren van lazuur, en sinople, is geplaetst de mercuriusstaf van het schild; voorts met zijne helmdekken ter regterzijde van lazuur en goud, en ter linker van sinople en zilver. Onder het wapen het devies: 'Dios y el rey'.
- 1822: Beschrijving van het schild analoog met die van de voorgaande open brieven. Het schild gedekt met een helm van zilver, geboord, getralied en gecierd van goud, gevoerd van keel, waarop tot helmteeken, tusschen twee veeren van lazuur en synople, is geplaatst de mercuriusstaf van het schild, voorts met zijne helmdekken ter regterzijde van lazuur en goud, en ter linker van synople en zilver.
- 1827: Coupé, het eerste van lazuur, en het tweede van synople, het geheel beladen [met] eene mercuriusstaf van zilver, de slangen van goud. Het schild gedekt met eene helm van zilver, geboord, getralied en gecierd van goud, gevoerd van keel, op dezelven eene wrong van lazuur en zilver, waarop tot helmteeken de staf van het schild, tusschen vier pluimen, waarvan twee van zilver, en twee van lazuur, voorts met zijne helmdekken van lazuur en zilver, het schild ter wederzijde vastgehouden door eenen klimmenden leeuw van goud, getongd van keel.

## Genealogie
- Nicolas Carpentier (1692-1747), x Marie-Madeleine Baeteman (1692-1787).
  - Corneille Carpentier (1716-1799), x Isabelle Ray dite O'Regan. Hij was schepen van de Keure in Gent en algemeen thesaurier van Vlaanderen.
    - Thomas Carpentier (zie hierna).

  - Alexandre-Jan Carpentier (1733-1803), heer van Huligenrode, x Thérèse Goris (1733-1798).
    - Norbert Carpentier (zie hierna).
    - François Carpentier (zie hierna).

## Thomas Carpentier
Thomas Corneile Carpentier (Oostende, 20 augustus 1748 - Gent, 8 augustus 1828) was officier van de genie en vervolgens luitenant-kolonel van de cavalerie. Hij was ook ontvanger-generaal voor Oost-Vlaanderen en lid van de Adellijke Wacht in Wenen. 
In 1827 werd hij, onder het Verenigd Koninkrijk der Nederlanden, erkend in de erfelijke adel. Hij trouwde in 1791 met Marie Schepers (°1765). Ze hadden twee zoons die echter niet trouwden: Gustave sneuvelde in Rusland in 1812 en Alexandre stierf in 1848.

## Norbert Carpentier
Norbert Alexandre Joseph Carpentier (Antwerpen, 9 oktober 1754 - Vilvoorde 15 oktober 1831) was ontvanger-generaal van douane en accijnzen voor de provincie Antwerpen. In 1822 werd hij in het Verenigd Koninkrijk der Nederlanden erkend in de erfelijke adel. In 1777 trouwde hij met Joséphine Charlé (1755-1807) en ze hadden vijf kinderen, onder wie drie zoons die voor nageslacht zorgden. 
Anno 2016 is slechts een mannelijke nazaat in leven, ingenieur jhr. Jean-Claude Carpentier (°1943), die vrijgezel is gebleven. Het volledig uitdoven van de familie Carpentier ligt dan ook in het vooruitzicht.

## François Carpentier
François Henri Joseph Carpentier (Antwerpen, 14 september - 17 juni 1843), werd zoals zijn broer in 1822 erkend in de erfelijke adel. Hij trouwde in 1792 met Joséphine Eelkens (1758-1799) en in 1807 met Catherine Werbrouck (1771-1810). Deze tak is in 1885 uitgestorven.